# San Manuel (ort i Honduras, Departamento de Cortés, lat 15,33, long -87,92)
San Manuel är en ort i Honduras.   Den ligger i departementet Departamento de Cortés, i den västra delen av landet, 160 km nordväst om huvudstaden Tegucigalpa. San Manuel ligger 44 meter över havet och antalet invånare är 6 389.
Terrängen runt San Manuel är kuperad åt nordväst, men åt sydost är den platt. Terrängen runt San Manuel sluttar österut. Runt San Manuel är det tätbefolkat, med 297 invånare per kvadratkilometer. Närmaste större samhälle är El Progreso, 14,5 km nordost om San Manuel. Trakten runt San Manuel består till största delen av jordbruksmark.